# 荀勗
荀勗（3世紀—289年），亦作荀勖，字公曾，潁川潁陰（今河南許昌）人。魏晉年間政治家，也是音樂家、目錄學家、画家。是東漢司空荀爽的曾孫，荀彧的族孙（或为堂侄孙，因荀彧和荀爽为叔侄关系）。代魏后，迁中书通事朗等职，后进光禄大夫、仪同三司，守尚书令等。所制笛律被命令在太乐乐府实行，弥补了三份损益生律的不足。

## 生平

### 早年事跡
因為父親荀肸早死，荀勗惟有依靠舅父生活。荀勗幼年聰慧，十多歲就能寫文章，長大後博學，通曉從政之事。最初任大將軍曹爽的掾（秘書），遷中書通事郎。正始十年（249年），曹爽因被指控謀反而被殺，當時曹爽的門生和舊部屬都無人敢弔唁，唯獨荀勗隻身前往致哀，大家才跟去。後轉任安陽縣令，因對當地人留下恩德，在荀勗轉任驃騎從事中郎時，為荀勗立祠。後又遷任廷尉正，參大將軍司馬昭軍事，獲賜爵關內侯。後改任大將軍從事中郎，領記室。

### 忠於晉王
景元四年（263年），有言剛剛攻滅蜀漢的鍾會謀反，但當時尚未有確實證據，司馬昭因為一向對鍾會不薄，信任鍾會而未相信。但荀勗卻認為鍾會的性格可能令他忘記恩義，做出謀反行為，勸司馬昭早作準備。司馬昭於是出鎮長安，並派賈充領兵到漢中。此時主簿郭奕和參軍王深認為荀勗與鍾會家族有親戚關係（荀勖是钟会堂甥），而且亦是由鍾會家族養大，勸司馬昭罷免他，但司馬昭對他十分信任，仍然讓荀勗與他同車，對待沒有改變。而因荀勗在伐蜀之前曾建議任用衛瓘為監軍，而在鍾會叛亂後，有賴衛瓘穩定當地局勢，於是在次年叛亂平息後，荀勗與裴秀、羊祜等人共掌機密。同年司馬昭進封晉王，荀勗官拜侍中、封安陽子。咸熙二年（265年），司馬炎受魏元帝禪讓為帝，荀勗改封濟北郡侯，官拜中書監、加侍中，領著作，與賈充共定律令。

### 靠攏賈充
荀勗與馮紞、楊珧等人在朝中依附著司馬炎的寵臣賈充，與任愷、庾純、和嶠等正直官員有朋黨之爭。泰始七年（271年），任愷趁鮮卑禿髮樹機能侵擾秦州和雍州，令司馬炎大為憂慮的機會，向司馬炎建議讓一個有威望和智謀的重臣前去鎮撫邊族，並首推賈充。在庾純支持下，司馬炎於是任命他加都督秦涼二州諸軍事，並出鎮長安。荀勗知後即和馮紞說：「賈充一旦出鎮長安，我們就會失勢。現在太子（司馬衷）還未娶妃，若果讓賈充的女兒任為太子妃，賈充就自然不用出鎮了。」馮紞聽到計劃後無異議；後荀勗又將計劃告訴擔憂中的賈充。荀勗和馮紞於是向司馬炎說賈充的女兒賈南風「才色絕世，若納東宮，必能輔助君子，有《關睢》后妃之德。」加上皇后楊艷的極力推薦，司馬炎最終都為司馬衷娶了賈南風。賈充亦得以留任。當時荀勗這種將性格嫉妒、相貌醜陋、膚色黑並短小的賈南風說成賢慧又絕美的行為令朝中正直的官員所不齒，於是被譏為佞媚之徒。後荀勗進位光祿大夫，後領秘書監，又設立教授書法的博士，由他們教學弟子，主要教授鍾繇、胡昭的書法。
咸寧五年（279年），益州刺史王濬請求征伐東吳，荀勗與賈充等人極力勸止，認為不能取勝，但司馬炎不聽，但其後卻一舉攻滅東吳。戰後以專典詔命有功，封一子為亭侯，賜絹一千匹。荀勗多次議論政策事項，司馬炎大多都同意，於是在太康年間下詔稱許荀勗，並任命荀勗為光祿大夫、儀同三司、開府，守中書監、侍中。
司馬炎早已知道太子司馬衷昏庸儒弱，恐怕這樣下去接管天下會令西晉大亂，於是派荀勗和和嶠去觀察司馬衷。回來報告時，荀勗大讚司馬衷有德行，但和嶠則說司馬衷仍是老樣子。後賈南風用戟擲打懷有司馬衷身孕的妃妾，令她們流產；司馬炎大怒，要廢掉她，荀勗和馮紞又奮力營救，令賈南風免於被廢。

### 改掌尚書
後來荀勗由領中書監改領尚書令。荀勗因任中書監己很久，專管機要之事，現在改任尚書令，像是被削奪了權力，十分不高興。任尚書令時，對令史以下的人作出審核，凡見有人文法上有問題，或不能決斷處理事情的疑點，都一律革職。司馬炎對此卻大為賞識，並以東漢末年的荀彧和荀攸與他比較，稱荀勗有二人的長處。在職約一個月後，以母親逝世為由辭職，但司馬炎不許，並命他奉詔視職。
太康十年（289年）十一月，荀勗逝世，獲追贈司徒，又賜棺材錢帛，而且派兼御史持節喪。諡成侯。

## 其他成就
- 荀勗通曉音樂，曾帶領著作郎劉恭依《周禮》仿製古尺，然後依古尺鑄造銅律呂，用以校正音律。亦曾依照典制，按十二律製造了十二支笛，音調相應，以正音律。
- 荀勗任中書監時，曾與中書令張華依劉向、劉歆《別錄》，整理西晉宮廷藏書。咸寧五年（279年），汲郡（今河南汲縣）古墓中發現的古文簡牘文獻，由荀勗等人負責校理竹簡成《汲塚書》，其中包括《竹書紀年》、《穆天子傳》等。
- 荀勗亦善畫畫，據說鍾會曾經偽作荀勗書信去騙荀勗母親以得寶劍，荀勗就在鍾會到來前於牆壁上畫上鍾會父祖的樣子。鍾會甫進門就看見畫像，感到愧疚，於是不再進去了。謝赫曾說：「荀與張墨同品。在第一品衛協下、顧駿之上。」作品有《大列女圖》、《小列女圖》。晉史道碩及南朝宋時的王微都從荀勗及衛協的畫學習。[3]

## 性格特徵
- 荀勗依附贾充，為讓賈充留在朝中保持勢力而以虛言讓司马衷娶贾南风，後又假稱司馬衷有德行、讓暴虐的賈南風繼續留在儲君身邊，成為將來的皇后等，都受到當時的人的非議。
- 荀勗性格慎密，而他任中書監，掌管機密。每有詔令大事時，即使已經宣布，荀勗都不發一言，不想讓人知道自己有份參與。
- 荀勗有才思，可以看出君主的心思，不會犯顏直諫，故此一直都得到司馬炎的寵信，沒有減退過。
- 荀勗常与阮咸讨论音律，自叹弗如，由此嫉恨在心，借故迁阮咸为始平太守，故後人稱阮咸為阮始平。

### 食辨勞薪
- 荀勗有卓越的識見。有一次荀勗與司馬炎和其他人一起吃飯，荀勗說這是勞薪（老舊的木头）煮的飯，其他人都不信，而司馬炎問煮飯的人，那人說是木頭車老舊的車腳所燒的，事後各人都佩服他的識見。這亦是成語「食辨勞薪」的典故。

## 評論
- 《晉書》史臣曰：公曾，慈明之孫，景倩，文若之子，踐隆堂而高視，齊逸軌而長騖。孝敬足以承視，周慎足以事主，刊姬公之舊典，採蕭相之遺法。然而援朱、均以貳極，煽褒、閻而偶震。雖廢興有在，隆替靡常，稽之人事，乃二荀之力也。至於斗粟興謠，踰里成詠，勗之階禍，又巳甚焉。
- 《晉書》贊：安陽（即荀勗）英英，匪懈其職。傾齊附魯，是為蝥賊。
- 鍾繇：此兒當及其曾祖（荀爽）。
- 司馬炎：勗明哲聰達，經識天序，有佐命之，兼博洽之才。久典內任，著勳弘茂，詢事考言，謀猶允誠。
- 《晉書·律曆志上》史臣按：勗於千載之外，推百代之法，度數既宜，聲韵又契，可謂切密，信而有徵也。

## 家庭

### 曾祖父
- 荀爽，東漢司空。與他七位兄弟並稱「荀氏八龍」。

### 祖父
- 荀棐，東漢射聲校尉。

### 父親
- 荀肸

### 母亲
- 钟氏 （從父鍾繇，從弟鍾會）

### 子女
- 荀连，长子，早逝[4]
- 荀輯，嗣子，官至衛尉
- 荀藩，官至司空
- 荀組，官至太尉，領豫州刺史，後渡過長江到東晉，又任太尉，領太子太保
- 荀氏，嫁給武統
- 荀氏，嫁吳王司馬晏，生晉愍帝司馬鄴

### 孫兒
- 荀畯，荀輯子，嗣子
- 荀綽，荀輯子，西晉司空從事中郎，後任石勒參軍
- 荀邃，荀藩子，西晉時拜散騎常侍，東晉蘇峻之亂時與王導等於石頭城侍奉晉成帝，戰後獲贈金紫光祿大夫
- 荀闓，東晉官至御史中丞、侍中、尚書
- 荀奕，東晉官至散騎常侍、侍中

### 曾孫
- 荀識，荀畯弟弟息子，因荀畯無子而為嗣子
- 荀汪，荀邃之子
- 荀達，荀闓之子

## 延伸阅读
[在维基数据编辑]
 《晉書/卷039》，出自房玄齡《晉書》